# Giải vô địch bóng đá châu Âu 2024 (Bảng B)
Bảng B của giải vô địch bóng đá châu Âu 2024 diễn ra từ ngày 15 đến ngày 24 tháng 6 năm 2024, bao gồm các đội Tây Ban Nha, Croatia, đương kim vô địch Ý và Albania.

## Các đội tuyển
| Vị trí bốc thăm | Đội tuyển   | Nhóm | Tư cách qua vòng loại | Số lần tham dự | Lần tham dự gần đây nhất | Thành tích tốt nhất        | Xếp hạng UEFA Tháng 11, 2023 | Xếp hạng FIFA Tháng 4, 2024 |
| --------------- | ----------- | ---- | --------------------- | -------------- | ------------------------ | -------------------------- | ---------------------------- | --------------------------- |
| B1              | Tây Ban Nha | 1    | Nhất Bảng B           | 12             | 2020                     | Vô địch (1964, 2008, 2012) | 3                            | 8                           |
| B2              | Croatia     | 3    | Nhì Bảng D            | 7              | 2020                     | Tứ kết (1996, 2008)        | 14                           | 10                          |
| B3              | Ý           | 4    | Nhì Bảng C            | 11             | 2020                     | Vô địch (1968, 2020)       | 18                           | 9                           |
| B4              | Albania     | 2    | Nhất Bảng E           | 2              | 2016                     | Vòng bảng (2016)           | 10                           | 66                          |

Ghi chú
1. ↑  Bảng xếp hạng FIFA khu vực châu Âu vào tháng 11 năm 2023 được sử dụng trước khi bốc thăm vòng bảng

## Bảng xếp hạng
| VT | Đội         | ST | T | H | B | BT | BB | HS | Đ | Giành quyền tham dự                 |
| -- | ----------- | -- | - | - | - | -- | -- | -- | - | ----------------------------------- |
| 1  | Tây Ban Nha | 3  | 3 | 0 | 0 | 5  | 0  | +5 | 9 | Đi tiếp vào vòng đấu loại trực tiếp |
| 2  | Ý           | 3  | 1 | 1 | 1 | 3  | 3  | 0  | 4 | Đi tiếp vào vòng đấu loại trực tiếp |
| 3  | Croatia     | 3  | 0 | 2 | 1 | 3  | 6  | −3 | 2 |                                     |
| 4  | Albania     | 3  | 0 | 1 | 2 | 3  | 5  | −2 | 1 |                                     |

Ở vòng 16 đội:
- Đội đứng nhất bảng B, Tây Ban Nha, sẽ gặp đội đứng ba bảng F, Gruzia.
- Đội đứng nhì bảng B, Ý, sẽ gặp đội đứng nhì bảng A, Thụy Sĩ.

## Các trận đấu

### Tây Ban Nha vs Croatia
| Tây Ban Nha                                | 3–0      | Croatia |
| ------------------------------------------ | -------- | ------- |
| - Morata 29' - Fabián 32' - Carvajal 45+2' | Chi tiết |         |

| Tây Ban Nha | Croatia |

| TM                | 23 | Unai Simón            |     |     |
| HV                | 2  | Dani Carvajal         |     |     |
| HV                | 3  | Robin Le Normand      |     |     |
| HV                | 4  | Nacho                 |     |     |
| HV                | 24 | Marc Cucurella        |     |     |
| TV                | 20 | Pedri                 | 59' |     |
| TV                | 16 | Rodri 78' 86'         |     |     |
| TV                | 8  | Fabián Ruiz           |     |     |
| TĐ                | 19 | Lamine Yamal 86'      |     |     |
| TĐ                | 7  | Álvaro Morata (c) 67' |     |     |
| TĐ                | 17 | Nico Williams 68'     |     |     |
| Thay người:       |    |                       |     |     |
| TĐ                | 10 | Dani Olmo             |     | 59' |
| TĐ                | 21 | Mikel Oyarzabal       |     | 67' |
| TV                | 6  | Mikel Merino          |     | 68' |
| TV                | 18 | Martín Zubimendi      |     | 86' |
| TĐ                | 11 | Ferran Torres         |     | 86' |
| Huấn luyện viên:  |    |                       |     |     |
| Luis de la Fuente |    |                       |     |     |

| TM               | 1  | Dominik Livaković |     |     |
| HV               | 2  | Josip Stanišić    |     |     |
| HV               | 6  | Josip Šutalo      |     |     |
| HV               | 3  | Marin Pongračić   |     |     |
| HV               | 4  | Joško Gvardiol    |     |     |
| TV               | 10 | Luka Modrić (c)   | 65' |     |
| TV               | 11 | Marcelo Brozović  |     |     |
| TV               | 8  | Mateo Kovačić     | 65' |     |
| TĐ               | 7  | Lovro Majer       |     |     |
| TĐ               | 16 | Ante Budimir      | 56' |     |
| TĐ               | 9  | Andrej Kramarić   | 72' |     |
| Thay người:      |    |                   |     |     |
| TV               | 14 | Ivan Perišić      |     | 56' |
| TV               | 15 | Mario Pašalić     |     | 65' |
| TV               | 25 | Luka Sučić        |     | 65' |
| TĐ               | 17 | Bruno Petković    |     | 72' |
| Huấn luyện viên: |    |                   |     |     |
| Zlatko Dalić     |    |                   |     |     |

| Cầu thủ xuất sắc nhất trận: Fabián Ruiz (Tây Ban Nha) Trợ lý trọng tài: Stuart Burt (Anh) Dan Cook (Anh) Trọng tài bàn: Anthony Taylor (Anh) Trọng tài dự phòng: Gary Beswick (Anh) Trợ lý trọng tài video: Stuart Attwell (Anh) Trợ lý tổ trợ lý trọng tài video: David Coote (Anh) Pol van Boekel (Hà Lan) |

### Ý vs Albania
| Ý                           | 2–1      | Albania      |
| --------------------------- | -------- | ------------ |
| - Bastoni 11' - Barella 16' | Chi tiết | - Bajrami 1' |

| Ý | Albania |

| TM                | 1  | Gianluigi Donnarumma (c) |       |       |
| HV                | 2  | Giovanni Di Lorenzo      |       |       |
| HV                | 23 | Alessandro Bastoni       |       |       |
| HV                | 5  | Riccardo Calafiori 51'   |       |       |
| HV                | 3  | Federico Dimarco         | 83'   |       |
| TV                | 8  | Jorginho                 |       |       |
| TV                | 18 | Nicolò Barella           | 90+2' |       |
| TV                | 7  | Davide Frattesi          |       |       |
| TĐ                | 10 | Lorenzo Pellegrini 22'   | 77'   |       |
| TĐ                | 14 | Federico Chiesa          | 77'   |       |
| TĐ                | 9  | Gianluca Scamacca        | 83'   |       |
| Thay người:       |    |                          |       |       |
| HV                | 24 | Andrea Cambiaso          |       | 77'   |
| TV                | 16 | Bryan Cristante          |       | 77'   |
| TĐ                | 19 | Mateo Retegui            |       | 83'   |
| HV                | 13 | Matteo Darmian           |       | 83'   |
| TV                | 25 | Michael Folorunsho       |       | 90+2' |
| Huấn luyện viên:  |    |                          |       |       |
| Luciano Spalletti |    |                          |       |       |

| TM               | 23 | Thomas Strakosha   |     |     |
| HV               | 4  | Elseid Hysaj       |     |     |
| HV               | 6  | Berat Djimsiti (c) |     |     |
| HV               | 5  | Arlind Ajeti       |     |     |
| HV               | 3  | Mario Mitaj        |     |     |
| TV               | 21 | Kristjan Asllani   |     |     |
| TV               | 20 | Ylber Ramadani     |     |     |
| TV               | 10 | Nedim Bajrami      | 87' |     |
| TV               | 9  | Jasir Asani        | 68' |     |
| TĐ               | 11 | Armando Broja 52'  | 77' |     |
| TĐ               | 15 | Taulant Seferi     | 68' |     |
| Thay người:      |    |                    |     |     |
| TĐ               | 26 | Arbër Hoxha 74'    |     | 68' |
| TV               | 14 | Qazim Laçi         |     | 68' |
| TĐ               | 7  | Rey Manaj          |     | 77' |
| TV               | 17 | Ernest Muçi        |     | 87' |
| Huấn luyện viên: |    |                    |     |     |
| Sylvinho         |    |                    |     |     |

| Cầu thủ xuất sắc nhất trận: Federico Chiesa (Ý) Trợ lý trọng tài: Stefan Lupp (Đức) Marco Achmüller (Đức) Trọng tài bàn: Daniel Siebert (Đức) Trọng tài dự phòng: Jan Seidel (Đức) Trợ lý trọng tài video: Bastian Dankert (Đức) Trợ lý tổ trợ lý trọng tài video: Christian Dingert (Đức) Rob Dieperink (Hà Lan) |

### Croatia vs Albania
| Croatia                             | 2–2      | Albania                    |
| ----------------------------------- | -------- | -------------------------- |
| - Kramaric 74' - Gjasula 76' (l.n.) | Chi tiết | - Laçi 11' - Gjasula 90+5' |

| Croatia | Albania |

| TM                          | 1  | Dominik Livaković |     |     |
| HV                          | 22 | Josip Juranović   |     |     |
| HV                          | 6  | Josip Šutalo      |     |     |
| HV                          | 4  | Joško Gvardiol    |     |     |
| HV                          | 14 | Ivan Perišić      |     | 84' |
| TV                          | 10 | Luka Modrić (c)   |     |     |
| TV                          | 11 | Marcelo Brozović  |     | 46' |
| TV                          | 8  | Mateo Kovačić     |     |     |
| TĐ                          | 7  | Lovro Majer       |     | 46' |
| TĐ                          | 17 | Bruno Petković    |     | 69' |
| TĐ                          | 9  | Andrej Kramarić   |     | 84' |
| Thay người:                 |    |                   |     |     |
| TV                          | 15 | Mario Pasalic     |     | 46' |
| TV                          | 25 | Luka Sučić        |     | 46' |
| TĐ                          | 16 | Ante Budimir      |     | 69' |
| HV                          | 19 | Borna Sosa        |     | 84' |
| TV                          | 26 | Martin Baturina   |     | 84' |
| Các hành động kỷ luật khác: |    |                   |     |     |
| TM                          | 23 | Ivica Ivušić      | 87' |     |
| NV                          | —  | Vedran Ćorluka    | 65' |     |
| Huấn luyện viên:            |    |                   |     |     |
| Zlatko Dalić                |    |                   |     |     |

| TM               | 23 | Thomas Strakosha   |       |     |
| HV               | 4  | Elseid Hysaj       | 77'   |     |
| HV               | 6  | Berat Djimsiti (c) |       |     |
| HV               | 5  | Arlind Ajeti       |       |     |
| HV               | 3  | Mario Mitaj        |       |     |
| TV               | 21 | Kristjan Asllani   |       |     |
| TV               | 20 | Ylber Ramadani     |       | 85' |
| TV               | 14 | Qazim Laçi         |       | 72' |
| TĐ               | 9  | Jasir Asani        |       | 64' |
| TĐ               | 7  | Rey Manaj          |       | 85' |
| TĐ               | 10 | Nedim Bajrami      |       |     |
| Thay người:      |    |                    |       |     |
| TĐ               | 15 | Taulant Seferi     |       | 64' |
| TV               | 8  | Klaus Gjasula      | 90+7' | 72' |
| TĐ               | 19 | Mirlind Daku       | 90+3' | 85' |
| TĐ               | 26 | Arbër Hoxha        |       | 85' |
|                  |    |                    |       |     |
| Huấn luyện viên: |    |                    |       |     |
| Sylvinho         |    |                    |       |     |

| Cầu thủ xuất sắc nhất trận: Andrej Kramaric (Croatia) Trợ lý trọng tài: Cyril Mugnier (Pháp) Mehdi Rahmouni (Pháp) Trọng tài bàn: Sandro Schärer (Thụy Sĩ) Trọng tài dự phòng: Stéphane de Almeida (Thụy Sĩ) Trợ lý trọng tài video: Willy Delajod (Pháp) Trợ lý tổ trợ lý trọng tài video: Jérôme Brisard (Pháp) Bastian Dankert Đức) |

### Tây Ban Nha vs Ý
| Tây Ban Nha            | 1–0      | Ý |
| ---------------------- | -------- | - |
| - Calafiori 55' (l.n.) | Chi tiết |   |

| Spain | Italy |

| TM                | 23 | Unai Simón        |       |       |
| HV                | 2  | Dani Carvajal     | 90+6' |       |
| HV                | 3  | Robin Le Normand  | 69'   |       |
| HV                | 14 | Aymeric Laporte   |       |       |
| HV                | 24 | Marc Cucurella    |       |       |
| TV                | 20 | Pedri             |       | 71'   |
| TV                | 16 | Rodri             | 45+1' |       |
| TV                | 8  | Fabián Ruiz       |       | 90+4' |
| TĐ                | 19 | Lamine Yamal      |       | 71'   |
| TĐ                | 7  | Álvaro Morata (c) |       | 78'   |
| TĐ                | 17 | Nico Williams     |       | 78'   |
| Thay người:       |    |                   |       |       |
| TV                | 15 | Álex Baena        |       | 71'   |
| TĐ                | 11 | Ferran Torres     |       | 71'   |
| TĐ                | 21 | Mikel Oyarzabal   |       | 78'   |
| TĐ                | 26 | Ayoze Pérez       |       | 78'   |
| TV                | 6  | Mikel Merino      |       | 90+4' |
| Huấn luyện viên:  |    |                   |       |       |
| Luis de la Fuente |    |                   |       |       |

| TM                | 1  | Gianluigi Donnarumma (c) | 15' |     |
| HV                | 2  | Giovanni Di Lorenzo      |     |     |
| HV                | 23 | Alessandro Bastoni       |     |     |
| HV                | 5  | Riccardo Calafiori       |     |     |
| HV                | 3  | Federico Dimarco         |     |     |
| TV                | 18 | Nicolò Barella           |     |     |
| TV                | 8  | Jorginho                 |     | 46' |
| TV                | 7  | Davide Frattesi          |     | 46' |
| TV                | 10 | Lorenzo Pellegrini       |     | 82' |
| TV                | 14 | Federico Chiesa          |     | 64' |
| TĐ                | 9  | Gianluca Scamacca        |     | 64' |
| Thay người:       |    |                          |     |     |
| HV                | 24 | Andrea Cambiaso          |     | 46' |
| TV                | 16 | Bryan Cristante          | 46' | 46' |
| TĐ                | 20 | Mattia Zaccagni          |     | 64' |
| TĐ                | 19 | Mateo Retegui            |     | 64' |
| TĐ                | 11 | Giacomo Raspadori        |     | 82' |
| Huấn luyện viên:  |    |                          |     |     |
| Luciano Spalletti |    |                          |     |     |

| Cầu thủ xuất sắc nhất trận: Nico Williams (Tây Ban Nha) Trợ lý trọng tài: Tomaž Klančnik (Slovenia) Andraž Kovačič (Slovenia) Trọng tài bàn: Clément Turpin (Pháp) Trọng tài dự phòng: Nicolas Danos (Pháp) Trợ lý trọng tài video: Nejc Kajtazovič (Slovenia) Trợ lý tổ trợ lý trọng tài video: Bartosz Frankowski (Ba Lan) Tomasz Kwiatkowski (Ba Lan) |

### Albania vs Tây Ban Nha
| Albania | 0–1      | Tây Ban Nha     |
| ------- | -------- | --------------- |
|         | Chi tiết | - F. Torres 13' |

| TM                          | 23 | Thomas Strakosha   |     |     |
| HV                          | 2  | Iván Balliu        |     |     |
| HV                          | 6  | Berat Djimsiti (c) |     |     |
| HV                          | 5  | Arlind Ajeti       |     |     |
| HV                          | 3  | Mario Mitaj        |     |     |
| TV                          | 20 | Ylber Ramadani     |     |     |
| TV                          | 21 | Kristjan Asllani   |     |     |
| TV                          | 9  | Jasir Asani        |     | 82' |
| TV                          | 14 | Qazim Laçi         |     | 71' |
| TV                          | 10 | Nedim Bajrami      | 66' | 71' |
| TĐ                          | 7  | Rey Manaj          |     | 58' |
| Thay người:                 |    |                    |     |     |
| TĐ                          | 11 | Armando Broja      |     | 58' |
| TĐ                          | 26 | Arbër Hoxha        |     | 71' |
| TĐ                          | 16 | Medon Berisha      | 89' | 71' |
| TĐ                          | 17 | Ernest Muçi        |     | 82' |
| Các hành động kỷ luật khác: |    |                    |     |     |
| NK                          | —  | Ervin Bulku        | 52' |     |
| Huấn luyện viên:            |    |                    |     |     |
| Sylvinho                    |    |                    |     |     |

| TM                | 1  | David Raya       |     |     |
| HV                | 22 | Jesús Navas (c)  |     |     |
| HV                | 5  | Daniel Vivian    | 90' |     |
| HV                | 14 | Aymeric Laporte  |     | 46' |
| HV                | 12 | Álex Grimaldo    |     |     |
| TV                | 18 | Martín Zubimendi |     |     |
| TV                | 6  | Mikel Merino     |     |     |
| TV                | 11 | Ferran Torres    |     | 71' |
| TV                | 10 | Dani Olmo        |     | 84' |
| TV                | 21 | Mikel Oyarzabal  |     | 62' |
| TĐ                | 9  | Joselu           |     | 71' |
| Thay người:       |    |                  |     |     |
| HV                | 3  | Robin Le Normand |     | 46' |
| TĐ                | 25 | Fermín López     |     | 62' |
| TĐ                | 19 | Lamine Yamal     |     | 71' |
| TĐ                | 7  | Álvaro Morata    |     | 71' |
| TV                | 15 | Álex Baena       |     | 84' |
| Huấn luyện viên:  |    |                  |     |     |
| Luis de la Fuente |    |                  |     |     |

| Cầu thủ xuất sắc nhất trận: Ferran Torres (Tây Ban Nha) Trợ lý trọng tài: Mahbod Beigi (Thụy Điển) Andreas Söderkvist (Thụy Điển) Trọng tài bàn: Mykola Balakin (Ukraina) Trọng tài dự phòng: Oleksandr Berkut (Ukraina) Trợ lý trọng tài video: Christian Dingert (Đức) Trợ lý trọng tài: David Coote (Anh) Marco Fritz (Đức) |

### Croatia vs Ý
| Croatia      | 1–1      | Ý                |
| ------------ | -------- | ---------------- |
| - Modrić 55' | Chi tiết | - Zaccagni 90+8' |

| TM               | 1  | Dominik Livaković |       |     |
| HV               | 2  | Josip Stanišić    | 82'   |     |
| HV               | 6  | Josip Šutalo      |       |     |
| HV               | 3  | Marin Pongračić   | 78'   |     |
| HV               | 4  | Joško Gvardiol    |       |     |
| TV               | 10 | Luka Modrić (c)   | 60'   | 80' |
| TV               | 11 | Marcelo Brozović  | 90+1' |     |
| TV               | 8  | Mateo Kovačić     |       | 70' |
| TĐ               | 25 | Luka Sučić        | 24'   | 70' |
| TĐ               | 9  | Andrej Kramarić   |       | 90' |
| TĐ               | 15 | Mario Pašalić     |       | 46' |
| Thay người:      |    |                   |       |     |
| TĐ               | 16 | Ante Budimir      |       | 46' |
| TV               | 14 | Ivan Perišić      |       | 70' |
| TV               | 18 | Luka Ivanušec     | 73'   | 70' |
| TV               | 7  | Lovro Majer       |       | 80' |
| HV               | 22 | Josip Juranović   |       | 90' |
| Huấn luyện viên: |    |                   |       |     |
| Zlatko Dalić     |    |                   |       |     |

| TM                | 1                 | Gianluigi Donnarumma (c) |        |     |
| HV                | 2                 | Giovanni Di Lorenzo      |        |     |
| HV                | 23                | Alessandro Bastoni       |        |     |
| HV                | 5                 | Riccardo Calafiori       | 90+3'  |     |
| HV                | 13                | Matteo Darmian           |        | 81' |
| TV                | 18                | Nicolò Barella           |        |     |
| TV                | 8                 | Jorginho                 |        | 81' |
| TV                | 11                | Giacomo Raspadori        |        | 75' |
| TV                | 10                | Lorenzo Pellegrini       |        | 46' |
| TV                | 3                 | Federico Dimarco         |        | 57' |
| TĐ                | 19                | Mateo Retegui            |        |     |
| Thay người        |                   |                          |        |     |
| TV                | 7                 | Davide Frattesi          |        | 46' |
| TĐ                | 14                | Federico Chiesa          |        | 57' |
| TĐ                | 9                 | Gianluca Scamacca        |        | 75' |
| TV                | 20                | Mattia Zaccagni          |        | 81' |
| HV                | 21                | Nicolò Fagioli           | 90+6'  | 81' |
| Huấn luyện viên:  |                   |                          |        |     |
| Luciano Spalletti | Luciano Spalletti | Luciano Spalletti        | 90+10' |     |

| Cầu thủ xuất sắc nhất trận: Luka Modrić (Croatia) Trợ lý trọng tài: Hessel Steegstra (Hà Lan) Jan de Vries (Hà Lan) Trọng tài bàn: Serdar Gözübüyük (Hà Lan) Trọng tài dự phòng: Johan Balder (Hà Lan) Trợ lý trọng tài video: Rob Dieperink (Hà Lan) Trợ lý tổ trợ lý trọng tài video: Pol van Boekel (Hà Lan) Bastian Dankert (Đức) |

## Kỷ luật
Điểm fair play sẽ được sử dụng làm tiêu chí xếp hạng nếu thành tích đối đầu và tổng điểm của các đội bằng nhau (và nếu loạt sút luân lưu không được áp dụng làm tiêu chí xếp hạng). Chúng được tính dựa trên số thẻ vàng và thẻ đỏ mà các đội nhận được trong tất cả các trận đấu vòng bảng như sau:
- thẻ vàng = 1 điểm
- thẻ đỏ do hai thẻ vàng = 3 điểm
- thẻ đỏ trực tiếp = 3 điểm
- thẻ vàng tiếp theo là thẻ đỏ trực tiếp = 4 điểm

Chỉ có một trong các khoản khấu trừ trên được áp dụng cho một cầu thủ trong một trận đấu.
| Đội tuyển   | Trận 1   | Trận 1                                    | Trận 1 | Trận 1            | Trận 2   | Trận 2                                    | Trận 2 | Trận 2            | Trận 3   | Trận 3                                    | Trận 3 | Trận 3            | Điểm |
| Đội tuyển   | Thẻ vàng | Thẻ vàng · Thẻ vàng-đỏ (thẻ đỏ gián tiếp) | Thẻ đỏ | Thẻ vàng · Thẻ đỏ | Thẻ vàng | Thẻ vàng · Thẻ vàng-đỏ (thẻ đỏ gián tiếp) | Thẻ đỏ | Thẻ vàng · Thẻ đỏ | Thẻ vàng | Thẻ vàng · Thẻ vàng-đỏ (thẻ đỏ gián tiếp) | Thẻ đỏ | Thẻ vàng · Thẻ đỏ | Điểm |
| ----------- | -------- | ----------------------------------------- | ------ | ----------------- | -------- | ----------------------------------------- | ------ | ----------------- | -------- | ----------------------------------------- | ------ | ----------------- | ---- |
| Tây Ban Nha | 1        |                                           |        |                   | 3        |                                           |        |                   | 1        |                                           |        |                   | −5   |
| Ý           | 2        |                                           |        |                   | 2        |                                           |        |                   | 3        |                                           |        |                   | −7   |
| Albania     | 2        |                                           |        |                   | 3        |                                           |        |                   | 3        |                                           |        |                   | −8   |
| Croatia     |          |                                           |        |                   | 2        |                                           |        |                   | 6        |                                           |        |                   | −8   |

1. 1 2  Tính cả một thẻ từ nhân viên kỹ thuật của đội bóng.